# ロバート・ロイ・マグレガー
ロバート・ロイ・マグレガー（スコットランドゲール語:Raibeart Ruadh MacGriogair、1671年 - 1734年）は、スコットランドの英雄、義賊として知られる人物。
通称のロブ・ロイは、"赤毛のロブ"を意味し、"スコットランドのロビン・フッド"、"赤毛のロバート"とも呼ばれた。

## 人物
スコットランド、グレンガイルのカトリン湖付近で生まれる。
地域で高名な牧畜業者となるが、ある時地域の貴族が、牛の購入のためロブ・ロイに高額な出資をするが、この資金も牛も返還されないという事件が起こる。その為、彼はアウトローの烙印を押され、家や財産を没収され、逃亡生活を送る。
その後仲間や家族を失い、ジャコバイトの軍に参加し政府軍と対峙するが、最終的には降伏し、恩赦を与えられている。
後にウォルター・スコットの小説に描かれたことから、現在における貴族と戦う庶民の英雄のイメージの元になった。

## その他
ロブ・ロイという名のカクテルがある。
1971年、ロブ・ロイという名の赤いバラがイギリスで作出された。
ロバート・ロイ・マグレガーを題材とした、リチャード・トッド主演の映画『豪族の砦』が1953年に、リーアム・ニーソン主演の映画『ロブ・ロイ/ロマンに生きた男』が1995年にそれぞれ公開された。
競走馬のゼンノロブロイの名前の由来。